# Out
Out là một bộ phim hoạt hình máy tính ngắn của Hoa Kỳ vào năm 2020 do Steven Hunter đạo diễn và biên kịch, Max Sachar sản xuất và được phân phối bởi Pixar Animation Studios và Walt Disney Studios Motion Pictures. Cốt truyện của bộ phim kể về một người đồng tính nam trẻ chưa công khai với gia đình và bất ngờ bị hoán đổi thể xác với con chó của mình. Đây là phim ngắn thứ 7 trong sê-ri SparkShorts, và là phim ngắn đầu tiên của Pixar có nhân vật chính và cốt truyện đồng tính, bao gồm cả nụ hôn cùng giới trên màn ảnh. Phim được phát hành trên Disney+ vào ngày 22 tháng 5 năm 2020. Bộ phim cũng đã lọt vào danh sách rút gọn cho Giải Oscar cho phim hoạt hình ngắn xuất sắc nhất lần thứ 93.

## Nội dung
Một con chó và một con mèo thần kỳ đã xuất hiện bên ngoài ngôi nhà của Greg khi anh và bạn trai Manuel thu dọn đồ đạc để chuyển đi. Con mèo đã truyền phép thuật vào cổ chú chó Jim của Greg. Lúc này, trong nhà Grey và Manuel đã nhớ lại bức ảnh mà họ đã chụp chung và Manuel khuyến khích bản thân Greg nên công khai với gia đình, nhưng bất ngờ bố và mẹ anh đã xuất hiện trước cửa nhà để giúp đỡ anh chuyển đi. Greg sau đó đã vội vàng giấu bức ảnh và Manuel lặng lẽ đi ra ngoài bằng cửa sau. Nắm lấy vòng cổ của Jim, Greg đã tình cờ ước rằng bản thân của mình trở thành một chú chó, ngay lập tức Greg và Jim đã hoán đổi thân xác cho nhau. "Greg" sau đó đã chạy vụt ra sân chơi, nơi mà người cha nghiêm khắc của anh đang đốt lò nướng. Trong khi đó, "Jim" đã cố gắng tiếp cận "Greg" đồng thời ngăn người mẹ tìm thấy bức ảnh.
Bực bội vì chú chó phá phách, bà đã ngồi và kể về nổi buồn khi nghe tin con trai mình chuyển đi nơi khác, "Jim" đã nghe hết câu chuyện. Nói chuyện với chú chó như đang trò chuyện với Greg, bà hy vọng thằng bé sẽ tìm được người yêu và "chàng trai ấy sẽ làm cho thằng bé hạnh phúc". "Jim" lúc này đã nhận ra, bà không chỉ đã biết bản thân anh là người đồng tính mà lại còn chấp nhận việc đó. "Jim" sau đó đã an ủi bà và đuổi theo "Greg", thân xác của hai người lại được hoán đổi thành công trở lại. Tối hôm đó, Greg đã giới thiệu Manuel với bố mẹ của anh; ngay lập tức, bố của Greg đã ôm lấy Manuel. Chú mèo và chú chó thần kỳ sau khi thấy sứ mệnh của mình đã hoàn thành thì nhảy vào một chiếc cầu vồng.

## Diễn viên
- Caleb Cabrera vào vai Manuel
- Matthew Martin vào vai chú mèo Gigi
- Kyle McDaniel vào vai Greg
- Bernadette Sullivan vào vai người mẹ

## Sản xuất
Out là bộ phim thứ bảy trong chương trình SparkShorts của Pixar. Phim được đạo diễn và biên kịch bởi Steven Clay Hunter, người đã được biết đến nhiều với tác phẩm Đi tìm Nemo và Rô-bốt biết yêu. Đồng thời được sản xuất bởi Max Sachar, người được biết đến với nhiều tác phẩm như Coco và Câu chuyện đồ chơi 3.

## Âm nhạc
Jake Monaco đã trở thành người sáng tác nhạc cho bộ phim Out. Bản phối đã được phát hành vào ngày 3 tháng 7 năm 2020.

### Danh sách track
Tất cả nhạc phẩm được soạn bởi Jake Monaco.
| STT              | Nhan đề            | Thời lượng |
| ---------------- | ------------------ | ---------- |
| 1.               | "Burying the Bone" | 4:32       |
| 2.               | "OUT"              | 0:51       |
| 3.               | "Pink & Purple"    | 3:28       |
| Tổng thời lượng: | Tổng thời lượng:   | 8:51       |

## Phát hành
Out đã được phát hành trên Disney+ vào ngày 22 tháng 5 năm 2020, và trên YouTube vào tháng 6 năm 2021 như một phần kỷ niệm cho tháng tự hào.

## Phản ứng

### Đón nhận
Kshitij Rawat của tờ The Indian Express cho biết Out đã khám phá ra hết những lo lắng mà những người thuộc cộng đồng LGBTQ trải qua thời gian công khai xu hướng tính dục, cảm thấy câu chuyện đầy cảm xúc trong suốt bộ phim và gọi đây là một bộ phim hoạt hình độc đáo cũng như mới mẻ nhờ phong cách nghệ thuật của nó. Jennifer Green của Common Sense Media đã đánh giá bộ phim điểm tuyệt đối trên thang điểm 5, ca ngợi giá trị giáo dục, nói rằng bộ phim đã thúc đẩy sự chấp nhận và hoan nghênh việc miêu tả những thông điệp tích cực và hình mẫu, cảm hứng về tình yêu gia đình và lãng mạn.

### Giải thưởng
| Năm  | Giả thưởng                     | Hạng mục                     | Tác phẩm | Kết quả               | Nguồn  |
| ---- | ------------------------------ | ---------------------------- | -------- | --------------------- | ------ |
| 2021 | Giải thưởng Truyền thông GLAAD | Sự công nhận đặc biệt        | Out      | Đoạt giải             | [ 16 ] |
| 2021 | Giải Oscar                     | Phim hoạt hình ngắn hay nhất | Out      | Vào danh sách rút gọn | [ 4 ]  |